# 沖縄科学技術大学院大学学園法
沖縄科学技術大学院大学学園法（おきなわかがくぎじゅつだいがくいんだいがくがくえんほう、平成21年7月10日法律第76号）は、沖縄科学技術大学院大学の設置および運営に関する法律である。

## 目的
この法律は、沖縄科学技術大学院大学の設置及び運営に関し必要な事項を定めることにより、沖縄（沖縄県の区域をいう。以下同じ。）を拠点とする国際的に卓越した科学技術に関する教育研究の推進を図り、もって沖縄の振興及び自立的発展並びに世界の科学技術の発展に寄与することを目的とする。（第一条）

## 構成
- 第1章 総則（第1条）
- 第2章 沖縄科学技術大学院大学学園（第2条 - 第13条）
- 第3章 雑則（第14条 - 第22条）
- 第4章 罰則（第23条・第24条）
- 附則

## 所轄官庁
- 内閣府
  - 沖縄振興局